# Per amore, solo per amore (romanzo)
Per amore, solo per amore è un romanzo dello scrittore italiano Pasquale Festa Campanile pubblicato nel 1983.
Il libro ha vinto nel 1984 il Premio Campiello. Nel 1993 ne è stato tratto un film per la regia di Giovanni Veronesi.

## Trama
A Betlemme di Giudea, al tempo del re Erode il Grande, vive il giovane Giuseppe, figlio del possidente Giacobbe, che mostrando passione per i lavori di falegnameria va a bottega dall'arabo Ibrahim, dove lavora anche Socrates, uomo dalle oscure origini che diventerà suo amico e dipendente. Giuseppe è un giovane di grande bellezza e corteggia diverse ragazze contemporaneamente, oltre ad essere l'amante della vedova Tamar. Le ragazze, quando scoprono questo fatto, si sentono tradite e si vendicano facendo pestare Giuseppe dai suoi fratellastri e svergognando pubblicamente Tamar. Il giovane matura allora la decisione di trasferirsi in un'altra città e parte con Socrates per Nazareth, in Galilea, dove ha intenzione di aprire una propria bottega.
A Nazareth Giuseppe assume come aiutante il sordomuto Natan, pastore che l'aveva ospitato nella sua casupola appena giunto nella zona, e offre i suoi servigi come falegname alla comunità. Ritrova anche Maria, una bambina che aveva visto per caso a Betlemme e che l'aveva colpito per la sua personalità. Essa è orfana e vive con lo zio Cleofa, uno dei cittadini di Nazareth più in vista per il suo ruolo di giudice.
Giuseppe rifugge dall'idea di matrimonio relazioni stabili, preferendo trastullarsi con le donne della città di Tolemaide e con la vedova greca Dorotea, ma col passare del tempo si accorge dell'avvenenza di Maria, fattasi ormai donna, e accarezza l'idea di farne la sua sposa, essendosi reso conto di non esserle indifferente. Si giunge così al fidanzamento ufficiale; poco dopo, Maria si assenta da Nazareth per alcuni mesi per assistere nelle ultime fasi della gravidanza e del parto l'anziana parente Elisabetta, e quando ritorna è lei ad essere visibilmente incinta. Giuseppe, aveva sempre rispettato l'integrità di Maria, non sa se attribuire il fatto ad un'infedeltà della sua promessa sposa oppure ad una violenza carnale che avrebbe subito. Per evitare uno scandalo, decide di assumersi la responsabilità del bambino e racconta a Socrates che un angelo apparsogli in sogno gli avrebbe assicurato che Maria era senza colpa; dentro di sé continua però ad essere roso dal dubbio e indaga con discrezione su chi possa essere stato a fecondare Maria.
Per ottemperare a un ordine dell'imperatore Augusto che impone di censire ogni uomo nel suo paese natale, Giuseppe torna a Betlemme con Socrates e Maria, nonostante lo stato avanzato di quest'ultima, che finisce col dare alla luce un maschio, che viene chiamato Gesù. Avendo poi avuto sentore che il re Erode sta preparando una strage di bambini, Giuseppe si reca in Egitto con Gesù e Maria, mentre Socrates viene rimandato a Nazareth, dove i tre fuggitivi ritornano dopo otto anni.
Da diversi indizi Socrates comprende che Giuseppe e Maria non hanno mai avuto rapporti sessuali nel loro matrimonio. Inoltre, il comportamento di Gesù gli sembra alquanto bizzarro, in quanto il ragazzo si accompagna con i più derelitti tra i suoi coetanei e con le persone più deformi ed emarginate dalla società; d'altra parte, Gesù, anche se a volte sembra sfidare l'autorità dei suoi genitori, accetta sempre di buon grado le punizioni che questi gli infliggono. Socrates nota anche che Gesù sembra operare dei piccoli prodigi, che egli ritiene essere giochi di prestigio.
Quando ha dodici anni, durante un pellegrinaggio a Gerusalemme in occasione della Pasqua, Gesù sfugge al controllo dei suoi genitori e viene ritrovato nel tempio dopo tre giorni. Poco tempo dopo Giuseppe inventa ciò che lo rende famoso: uno sgabello con una sola gamba teso a rendere meno faticoso il lavoro dei pastori durante la mungitura; l'innovazione si diffonde rapidamente e, malgrado ciò non gli faccia guadagnare tanto quanto inizialmente preventivato, il falegname è ugualmente soddisfatto.
Un giorno Giuseppe cade vittima di un colpo apoplettico e spira non molto tempo dopo. Maria cade in preda alla disperazione e Gesù è visto piangere per la prima volta da Socrates, che riceve poi il compito, da parte della corporazione dei falegnami di Galilea, di scrivere la storia di Giuseppe perché questa non venga dimenticata.

## Edizioni
- Pasquale Festa Campanile, Per amore, solo per amore, Milano, Bompiani, 1983.
- Pasquale Festa Campanile, Per amore, solo per amore, Milano, Club degli editori, 1984.
- Pasquale Festa Campanile, Per amore, solo per amore, collana I grandi tascabili, n. 63, Milano, Bompiani, 1989.
- Pasquale Festa Campanile, Per amore, solo per amore, collana Grandi premi della letteratura italiana, Milano-Novara, Mondadori-De Agostini, 1993.